# Narrator (single de Squid)
Singles de Squid
Broadcaster
(20 mai 2020) Paddling
(16 mars 2021)
" Narrator " est un morceau du groupe post-punk britannique Squid. il s'agit du premier single de leur premier album, Bright Green Field. Il sort le 27 janvier 2021 chez Warp. Il résulte d'une collaboration avec la chanteuse Martha Skye Murphy. Le morceau dure huit minutes mais il est également sorti dans une version éditée. Il consiste en un crescendo, et commence calmemement. Il s'achève sur un "final hurlé" (en anglais : "scream-ridden finale"), avec des « instrumentaux hurlants ».

## Contexte
" Narrator " est inspiré d'un film de 2019, Long Day's Journey Into Night. Les paroles de la chanson décrivent un homme incapable de distinguer les rêves de la réalité. Il devient ainsi le narrateur de sa propre histoire. Le groupe déclare, à propos de la chanson, dans un communiqué de presse :

« The song follows a man who is losing the distinction between memory, dream, and reality, and how you can often mold your memories of people to fit a narrative that benefits your ego. »

« La chanson suit l'histoire d'un homme qui ne fait plus la distinction entre les rêves, les souvenirs et la réalité. Elle s'intéresse à la manière dont on peut souvent avoir tendance à modeler les souvenirs que l'on a d'une personne pour les faire renter dans une réalité qui flatte notre ego »

La chanteuse Martha Skye Murphy joue le rôle de la « femme qui veut se libérer » de « l'histoire dominante que l'homme a construite ». Cette histoire se base sur la vision de Squid selon laquelle les narrateurs non fiables masculins « dépeignent les femmes comme des personnages soumis ».

## Liste des pistes
Toutes les chansons sont écrites et composées par Squid, Martha Skye Murphy (en).
| 1. | Narrator        | 8:29 |
| 2. | Narrator (edit) | 4:31 |